# (58214) Amorim
Pour les articles homonymes, voir Amorim.
(58214) Amorim est un astéroïde de la ceinture principale.

## Description
(58214) Amorim est un astéroïde de la ceinture principale. Il fut découvert le 2 septembre 1992 à La Silla par Eric Walter Elst. Il présente une orbite caractérisée par un demi-grand axe de 2,85 UA, une excentricité de 0,16 et une inclinaison de 14,4° par rapport à l'écliptique.

## Compléments